# Alberto Castagnetti
Alberto Castagnetti (* 3. Februar 1943 in Verona; † 12. Oktober 2009 in Arbizzano) war ein italienischer Schwimmer und Schwimmtrainer. 

## Werdegang
Castagnetti wurde als Staffelschwimmer zwischen 1968 und 1977 neunfacher Italienischer Meister. 1971 war er Mitglied der italienischen 4×100-Meter-Freistilstaffel, die bei den Mittelmeerspielen in Izmir die Silbermedaille gewann. Im Jahr darauf nahm er mit der Freistilstaffel an den Olympischen Sommerspielen 1972 in München teil und 1973 an den ersten Schwimmweltmeisterschaften in Belgrad. 
1987 berief ihn der italienische Schwimmverband als Nationaltrainer und er blieb bis zu seinem Tod in dieser Funktion. In dieser Zeit führte er unter anderem Giorgio Lamberti, Domenico Fioravanti und Federica Pellegrini zu Weltmeistertiteln und Olympiasiegen.
Am 8. September 2009 musste er sich einer Herzoperation unterziehen. Einen Monat später starb er im Alter von 66 Jahren in seinem Haus in Arbizzano. 2013 wurde er in die International Swimming Hall of Fame aufgenommen.

## Erfolge
- Italienischer Meister (9):
  - 4×100-Meter-Freistilstaffel: 1969, 1971, 1972, 1973, 1973, 1977
  - 4×100-Meter-Lagenstaffel: 1968, 1969, 1969